# Georgia Coleman
Georgia Coleman (n. 23 ianuarie 1912, St. Maries⁠(d), Idaho, SUA – d. 14 septembrie 1940, Los Angeles, California, SUA) a fost o săritoare în apă americană, medaliată olimpică. A participat la 2 ediții ale Jocurilor Olimpice (1928, 1932) în care a câștigat o medalie de aur, două medalii de argint și o medalie de bronz.